# Félix Rougane de Chanteloup
Félix Rougane de Chanteloup, né le 23 juin 1801 à Vichy (Allier) et mort le 24 janvier 1890 à Clermont-Ferrand, est un officier du génie et un homme politique français. Il a été maire de Clermont-Ferrand.

## Biographie

### Famille
Félix Rougane de Chanteloup appartient à une famille de la bourgeoisie du sud du Bourbonnais. Au XVIIe siècle, les Rougane occupent des postes d'officier de justice ou de notaire royal à Escurolles. Son arrière-grand-père Joseph Jacques Rougane (v. 1700 - 1760), procureur au bailliage d'Escurolles et notaire royal à Aigueperse achète en 1741 la terre de Chanteloup, qui se trouve à Bussières-et-Pruns, près d'Aigueperse ; cette branche va alors prendre le nom de Rougane de Chanteloup. Son grand-père, Joseph Jacques Rougane de Chanteloup, receveur des fermes du roi à Vichy, né en 1730, est guillotiné à Paris le 26 mars 1794. Il est le fils de Jean Joseph Rougane de Chanteloup (1765-1834), qui a été maire de Vichy, et de Françoise Cassière.
Félix Rougane de Chanteloup avait deux frères plus jeunes, Edmond, avocat à Clermont-Ferrand, et Martial, qui fut maire de Lempdes (Puy-de-Dôme) de 1835 à 1852, puis de 1865 à 1872.
Il s'est marié en 1836 avec Euphémie du Buysson (1808-1861), petite-fille de Charles-François du Buysson. Par la descendance de leur fils Fernand (1844-1919) et de son épouse Thérèse de Marbot (1862-1933), le nom de Rougane de Chanteloup subsiste.

### Carrière
Félix Rougane de Chanteloup est reçu en 1821 à l'École polytechnique. Il est, dans les années qui suivent, comme beaucoup de jeunes polytechniciens, proche des milieux saint-simoniens, sans y être très actif.
Il entre ensuite dans l'arme du génie. Il est capitaine le 11 mai 1832, affecté à l'armée du Nord, corps expéditionnaire français envoyé au secours des Belges à la conquête de leur indépendance. Il participe au siège de la citadelle d'Anvers (15 novembre 1832 - 23 décembre 1832). Il met en œuvre un type de sape qui porte encore son nom. Mais il est blessé grièvement pendant le siège, ce qui lui vaut la Légion d'honneur.
En 1848, il est nommé chef de bataillon ; il passe plusieurs années en Algérie. Pendant la guerre de Crimée, il appartient au commandement du 1er régiment du génie (1854-1855).
Quelques années plus tard, il prend sa retraite avec le grade de lieutenant-colonel et se retire à Clermont-Ferrand.
Le général de Lamoricière, dont il avait été le condisciple, a recours à lui dans la campagne de 1860 pour la défense des États pontificaux. Il fortifie les places d'Ancône, de Pérouse et de Velletri. En récompense, le pape l'anoblit avec le titre héréditaire de comte.
Il est enterré au cimetière des Carmes de Clermont-Ferrand (allée 2, concession 107).

## Mandat
- Maire de Clermont-Ferrand (1874-1875).

Il obtint les subventions qui permirent de terminer les flèches de la cathédrale. Il acheva également le marché couvert. Il œuvra pour l'établissement du 13e corps d'armée à Clermont-Ferrand.